# Lockheed CL-1200 Lancer
Le CL-1200 Lancer est un projet d'avion de combat développé sur fonds propre par la firme Lockheed à la fin des années 1960 afin de succéder au F-104 Starfighter et de concurrencer les Northrop F-5E Tiger II, Dassault Mirage F1, Northrop YF-17 Cobra et McDonnell Douglas F-4 Phantom II sur les marchés export. Il a été abandonné en novembre 1970.

## Historique

### Le projet CL-1200
En développant le CL-1200, Lockheed espérait mettre à profit l'expérience acquise lors de la conception et de la production du F-104 Starfighter afin de réduire le budget R&D en reprenant des systèmes et circuits déjà éprouvés. L'utilisation des machines-outils et installations utilisées lors du programme Starfighter permettait aussi de réduire les coûts et délais de fabrication. Les premières livraisons du nouvel appareil étaient alors prévues pour l'année 1972.
La conception de l'appareil et les essais en soufflerie furent confiés à la division Advanced Develoment Program, le fameux Skunk Works, dirigée à l'époque par Clarence Johnson. Le CL-1200 se présentait comme un Starfighter doté d'une nouvelle voilure haute de plus grande envergure et à la surface augmentée ainsi que d'un empennage horizontal agrandi. Ces modifications avaient pour but d'améliorer les performances à basse vitesse et de permettre le décollage sur de courtes distances. La première version, désignée CL-1200-1, devait être motorisée par une version améliorée du réacteur General Electric J79 équipant le F-104.
Le projet fut présenté dans le cadre de l'International Fighter Aircraft Competition lancée par l'US Air Force en vue de fournir à ses alliés un appareil capable de se mesurer à la nouvelle génération d'appareils de combat soviétiques. En novembre 1970, le F-5E Tiger II fut désigné vainqueur de cette compétition et le projet fut abandonné avant même le lancement de la production du prototype.

### Le CL-1200-2
Une version remotorisée par un Pratt & Whitney TF30-P-100 et améliorée grâce aux recherches menées dans le cadre du programme X-27 fut développée par Lockheed. Le nouveau projet, baptisé CL-1200-2, doté de nouvelles entrées d'air équipées de « souris » et d'un empennage modifié, fut présenté en 1972 dans le cadre de la Lightweight Fighter Competition. Lockheed fut devancé par General Dynamics et son YF-16 et Northrop  avec le YF-17 et le projet CL-1200 fut donc définitivement abandonné.

### Le programme X-27
L'US Air Force comptait utiliser un des prototypes du CL-1200 comme appareil de recherches à haute performances pour tester en vol des techniques avancées dans les domaines de la propulsion, de l'avionique et des équipements. Cet appareil, désigné X-27 par l'US Air Force et CL-1600 par Lockheed, ne se différenciait du CL-1200-2 que par des entrées d'air de forme rectangulaire. Le programme ne reçut que peu de soutien de l'Air Force et du congrès américain et ce manque de moyen empêcha la construction de l'appareil. Une maquette taille réelle, destinée à des essais en soufflerie, et trois fuselages furent cependant produits avant que le programme X-27 ne soit annulé à la suite de l'abandon du projet CL-1200.

## Caractéristiques

### Cellule
La cellule du CL-1200 est basée sur celle du F-104. Une nouvelle section de 76,2 cm est intégrée entre la section avant et la section centrale du fuselage permettant d'obtenir une augmentation de 46 % de la capacité en carburant. Le tronçon arrière est modifié, les cadres, longerons et revêtement étant désormais construits en alliage de titane.
La voilure fut développée spécifiquement pour le CL-1200. Les ingénieurs choisirent une aile haute à dièdre négatif (-10°). La surface alaire est de 53 % supérieure à celle du F-104. L'aile est dotée d'apex, de becs et de volets. Tous ces dispositifs hypersustentateurs sont automatisés, un système de commande manuel étant conservé en cas de défaillance du système. La finesse obtenue grâce à la nouvelle voilure permet de se passer du système de soufflage des volets qui équipe le F-104. Cette nouvelle voilure permettait de réduire fortement les distances de décollage et d'atterrissage ainsi que la vitesse d'approche.
L'empennage est lui aussi fortement modifié, la configuration en T du F-104 étant remplacée par une dérive agrandie et deux empennages horizontaux monoblocs placés de part et d'autre de l'arrière du fuselage. Cette nouvelle configuration permet de réduire les interactions entre la voilure et l'empennage, particulièrement lors de manœuvres à forte incidence.
Par commodité autant que pour réduire les coûts, le train d'atterrissage, les circuits hydrauliques et l'installation électrique étaient en grande partie similaires à ceux du F-104. Le pare brise est celui du F-104S ; il s'agit d'une version renforcée et conçue pour résister à l'échauffement cinétique produit par le vol supersonique.
Il était prévu de développer des versions d'entrainement, de reconnaissance et de chasse tout temps du CL-1200 en utilisant le fuselage et l'avionique des versions TF-104G, RF-104G et F-104S du Starfighter.

### Motorisation
La première version, désignée CL-1200-1, devait être propulsée par une version améliorée du réacteur utilisé sur le F-104 : le General Electric J79-GE-19. Le CL-1200-2 devait être équipé du Pratt & Whitney TF30-P-100 déjà utilisé sur le F-111 et voir ainsi sa poussée augmentée de près de 60 % par rapport à la version précédente. Il était aussi prévu de monter de nouvelles entrées d'air à cônes mobiles afin d'optimiser les performances du réacteur dans une plus grande plage de vitesse.

### Armement
Le CL-1200 devait être armé en interne du canon General Electric M61 Vulcan de 20 mm, la possibilité de monter à la place un canon DEFA 30 mm ayant aussi été étudiée pour les éventuels clients exports. Neuf points d'emports, un sous le fuselage, trois sous chaque aile et un à chaque bout d'aile, permettaient de monter jusqu'à 5 450 kg de charges externes. Les munitions prévues allaient du missile air-sol AS-30L (2 exemplaires montés sur les points internes de voilure) aux missiles air-air AIM-7 Sparrow (4 maximum) et AIM-9 Sidewinder (de 6 à 10 missiles). Des réservoirs externes similaires à ceux du Starfighter pouvaient aussi être montés sur les pylônes de voilure et de bout d'aile afin d'augmenter le rayon d'action de l'appareil.

### Performances
La masse en charge de l'appareil était estimée à 16 000 kg et sa vitesse maximale devait être de 2 720 km/h (soit Mach 2,5). La course au décollage en configuration interception ne devait pas excéder 440 m, soit un gain de 52 % par rapport aux performances du Starfighter. La distance d'atterrissage était réduite dans les mêmes proportions grâce à la plus faible vitesse d'approche permise par la nouvelle voilure. Clarence Johnson, le directeur du projet CL-1200, prédit que l'appareil serait supérieur à tous ses adversaires de l'époque.

### Coûts
Le développement du CL-1200 était basé sur une étude de marché menée par Lockheed dans les années 1970, qui montrait à la firme qu'il existait un grand nombre de clients potentiels pour un appareil de nouvelle génération à coût réduit. De nombreux autres avionneurs étaient arrivés à la même conclusion à la même époque, ce qui déclencha dans les années suivantes une lutte acharnée pour remporter ces précieux contrats. Les études de Lockheed montraient que 10 % de ce marché représentait la vente de 750 appareils ; en mettant dans la balance les coûts de développement, estimés à 70,5 millions de dollars la firme prévoyait un coût unitaire de 2,7 M$ pour la production de 500 avions et de 2,4 M$ pour une série de 1 000 appareils. Lockheed calcula aussi le coût global sur dix ans, les calculs tenant compte de la fourniture en pièces de rechange, en matériel de servitude, en manuel de maintenance ainsi que des coûts de formation du personnel navigant et du personnel de maintenance. Pour 500 appareils, le coût global calculé était de 330 M$. La facture descendait à 180 M$ pour la mise en service de 1 000 Lancer. D'autres études furent menées sur une durée supérieure à 10 ans. Lockheed utilisa ces calculs pour faire valoir auprès de l'US Air Force et de ses clients potentiels que le coût opérationnel du CL-1200 était largement inférieur à celui de ses deux principaux concurrents : le McDonnell Douglas F-4 Phantom II et le Dassault Mirage F1.

### Données
NB : Aucun appareil n'ayant été testé en vol, les performances sont basées sur des estimations faites dans le cadre du projet.
|                                    | CL-1200-2                                  | CL-1600                                                                                              |
| ---------------------------------- | ------------------------------------------ | --- |
| Equipage                           | 1 pilote                                   | 1 pilote                                                                                             |
|                                    | Dimensions                                 | |
| Envergure                          | 8,89 m                                     | 8,7 m                                                                                                |
| Longueur                           | 17,45 m                                    | 16,2 m                                                                                               |
| Hauteur                            | 5,23 m                                     | 4,9 m                                                                                                |
| Surface alaire                     | 28 m2                                      | 28 m2                                                                                                |
|                                    | Masses                                     | |
| Masse à Vide                       | 8 112 kg                                   | 7 800 kg                                                                                             |
| Masse en charge                    | 11 061 kg                                  | 15 900 kg                                                                                            |
| Masse maximale                     | 15 900 kg                                  | 15 900 kg                                                                                            |
|                                    | Motorisation                               | |
| Type                               | 1 Turboréacteur Pratt & Whitney TF30-P-100 | 1 Turboréacteur Pratt & Whitney TF30-P-100                                                           |
| Poussée sèche                      | 66,7 kN                                    | 66,7 kN                                                                                              |
| Poussée avec PC                    | 111,2 kN                                   | 111,2 kN                                                                                             |
|                                    | Performances                               | |
| Vitesse maximale                   | 2 720 km/h                                 | 2 330 km/h                                                                                           |
| Plafond                            | Plus de 18 300 m                           | Plus de 18 300 m                                                                                     |
| Taux de montée                     | 300 m/s                                    | 300 m/s                                                                                              |
| Rayon d'action (avec armement max) | 680 km                                     | 780 km                                                                                               |
| Distance franchissable             | 3 400 km                                   | 4 100 km                                                                                             |
| Distance de décollage              | 440 m (en configuration interception)      | 440 m (en configuration interception)                                                                |
| Distance d'atterrissage            | 930 m                                      | 930 m                                                                                                |
| Charge alaire                      | 395 kg/m2                                  | 571 kg/m2                                                                                            |
|                                    | Armement                                   | |
| Canons                             | Aucun                                      | 1 General Electric M61 Vulcan de 20 mm (725 obus) ou 1 DEFA de 30 mm (400 obus)                      |
| Points d'emports                   | Aucun                                      | Neuf points d'emports - 1 sous fuselage - 6 sous voilure - 2 en bouts d'ailes                        |
| Emports                            | Aucun                                      | - Missiles air-air AIM-7 Sparrow et AIM-9 Sidewinder - Missiles air-sol AS-30L - Bombes et roquettes |

## Variantes
- CL-1200-1 : version de base propulsée par un General Electric J79-GE-19 développée dans le cadre de l'International Fighter Aircraft Competition.
- CL-1200-2 : version améliorée propulsée par un Pratt & Whitney TF30-P-100 développée dans le cadre de la Lightweight Fighter Competition.
- CL-1400 (ou CL-1400N) : projet de version navalisée du CL-1200-2[2].
- CL-1600 (désigné X-27 par l'US Air Force) : projet d'appareil de recherches à haute performances en vue de tester en vol des techniques avancées dans les domaines de la propulsion, de l'avionique et des équipements.

### Prédécesseur
- Lockheed F-104 Starfighter

### Appareils similaires
- Dassault Mirage F1
- Northrop F-5E Tiger II
- Northrop YF-17 Cobra
- McDonnell Douglas F-4 Phantom II